# متولد ماه مهر
متولد ماه مهر فیلمی به کارگردانی احمدرضا درویش محصول سال ۱۳۷۸ است. بخشی از این فیلم در دانشکده علوم اجتماعی دانشگاه علامه طباطبایی فیلمبرداری شده‌ است.

## خلاصه داستان
دانیال (محمدرضا فروتن) دانشجوی شهرستانی در دانشگاه دچار مشکلات متعددی می‌شود. مهتاب (میترا حجار) همشاگردی او پدرش را متقاعد می‌کند که با دانیال ملاقات کند اما موردی پیش می‌آید که…

## بازیگران
- محمدرضا فروتن در نقش دانیال
- میترا حجار در نقش مهتاب
- محمود عزیزی در نقش پدر مهتاب
- هنگامه فرازمند در نقش مادر مهتاب
- ایمان اشراقی در نقش محمود
- حسین راضی در نقش افضلی
- لاله اسکندری در نقش ریحانه
- صبا کمالی در نقش نیلوفر
- کورش سلیمانی در نقش گروه موافقین بیانیه
- مصطفی کریمی در نقش عضو هیئت امنا
- محمدرضا سمیع‌فر در نقش گروه مخالفین بیانیه
- محمدرضا حسین‌زاده در نقش گروه مخالفین بیانیه

## جوایز
- برنده سیمرغ بلورین بهترین بازیگر نقش اول زن
- برنده سیمرغ بلورین بهترین صدابرداری
- برنده سیمرغ بلورین بهترین جلوه های ویژه